# ブラックアウト (ブリトニー・スピアーズのアルバム)
『ブラックアウト』（Blackout）は、2007年に発売されたブリトニー・スピアーズの5作目のオリジナルアルバム。

## 解説
前作『イン・ザ・ゾーン』から出産を挟んで4年ぶりのアルバム。ダンジャなどをプロデュースに迎え、ブリトニー自身がアルバムのエグゼクティブ・プロデューサーを務めた。
ダンジャ曰くブリトニーは本作について個人的な問題から離れてアップテンポでハイエナジーなアルバムにしたいと考えており、楽しくダンサブルなアルバムを目指した。結果としてダンス・ポップ、エレクトロ・ポップ、テクノ、アヴァント・ディスコを基調にR&Bも取り入れた作品となった。
アメリカ合衆国では初登場2位となり、これまでの連続首位記録がストップしたが、女性アーティストとして最多となるデジタル・セールス記録を更新した。
その完成度から本作は音楽批評家やファン達から『ポップの聖書』と形容されており、影響力のあるアルバムの一つとして数えられている。アルバム発売の同年にビルボードの読者投票によって行われた今年のトップ10アルバムでは1位に選ばれた。2009年にローリング・ストーン誌が行った2000年から2009年までに発売されたアルバムを対象に行った読者投票でも7位に選ばれている。
イギリスの歌手サム・スミスは本作を「これまでで最もイカしたアルバムの一つ、議論の余地はない」と紹介した。

## 収録曲
1. ギミ・モア - Gimme More - 4:11
2. ピース・オブ・ミー - Piece of Me - 3:31
3. レーダー - Radar - 3:49
次作『サーカス』にも再収録された。
4. ブレイク・ジ・アイス - Break The Ice - 3:16
5. ヘヴン・オン・アース - Heaven On Earth - 4:52
6. ゲット・ネイキッド（アイ・ガット・ア・プラン） - Get Naked (I Got A Plan) - 4:45
7. フリークショー - Freakshow - 2:55
8. トイ・ソルジャー - Toy Soldier - 3:21
9. ホット・アズ・アイス - Hot As Ice - 3:16
10. ウー・ウー・ベイビー - Ooh Ooh Baby - 3:28
11. パーフェクト・ラヴァー - Perfect Lover - 3:02
12. ホワイ・シュド・アイ・ビー・サッド - Why Should I Be Sad - 3:10

日本盤ボーナストラック
1. アウタ・ディス・ワールド - Outta This World - 3:30
2. エヴリバディ - Everybody - 3:18
3. ゲット・バック - Get Back - 3:50
4. ギミ・モア（オークンフォールド・リミックス） - Gimme More (Paul Oakenfold Remix)